# Ryan Corr
Ryan Corr est un acteur australien né le 15 janvier 1989 à Melbourne.

## Biographie
Ryan Corr est né le 15 janvier 1989 à Melbourne, Australie. Son père, Peter Corr est entraîneur de l'équipe féminine de goalball d'Australie.

## Filmographie

### Cinéma

#### Longs métrages
- 2009 : Max et les Maximonstres (Where the Wild Things Are) de Spike Jonze : L'ami de Claire
- 2012 : Ne convient pas pour les enfants de Peter Templeman : Gus
- 2012 : 6 Plots de Leigh Sheehan : Marty Pollock
- 2014 : Wolf Creek 2 de Greg McLean : Paul Hammersmith
- 2014 : La Promesse d'une vie (The Water Diviner) de Russell Crowe : Arthur Connor
- 2015 : Holding the Man de Neil Armfield : Timothy Conigrave
- 2016 : Tu ne tueras point (Hacksaw Ridge) de Mel Gibson : Lieutenant Manville
- 2017 : Angels of Chaos (1%) de Stephen McCallum : Paddo
- 2017 : Le Mariage d'Ali (Ali's Wedding) de Jeffrey Walker : Wazza
- 2017 : A Few Less Men de Mark Lamprell : Henry
- 2018 : Marie Madeleine (Mary Magdalene) de Garth Davis : Joseph
- 2018 : Les Petites Robes noires (Ladies in Black) de Bruce Beresford : Rudi
- 2019 : Below de Maziar Lahooti : Dougie
- 2020 : High Ground de Stephen Johnson : Braddock
- 2024 : Sting  de Kiah Roache-Turner : Ethan

#### Courts métrages
- 2003 : Opraholic de Kirsti Byrne : Simon Roberts
- 2007 : Piranha d'Irina Goundortseva : Andy
- 2010 : Violet de Craig Boreham : Max
- 2011 : Blue Monday de Craig Boreham : Ryan
- 2013 : The 8 Inch Pinch de Scott Walker : Constable Raymond
- 2016 : Eaglehawk de Shannon Murphy : Jimmy
- 2016 : Supernaturally de Toby Burrows : L'homme
- 2021 : Furlough de Phoebe Tonkin : Rodney

### Télévision

#### Séries télévisées
- 2003 : Pyjama party : Matthew McDougal
- 2004 : Silversun : Sheng Zammett
- 2005 : Scooter : Secret Agent : Freddie
- 2005 : Blue Heelers : Zac Bronski
- 2006 : Les Voisins (Neighbours) : Charlie Hoyland
- 2006 : Blue Water High : Surf Academy (Blue Water High) : Eric Tanner
- 2009 - 2013 : Packed to the Rafters : Coby Jennings
- 2010 : Underbelly : Michael Kanaan
- 2010 : Tangle : Isaac
- 2012 : Redfern Now : Timmy
- 2014 : The Moodys : Sammy
- 2014 - 2015 : Love Child : Johnny Lowry
- 2015 : Banished : Caporal MacDonald
- 2016 : Wanted : Chris Murphett
- 2016 : Cleverman : Blair Finch
- 2017 : Hoges : John 'Strop' Cornell
- 2019 : My Life Is Murder : Samuel Morgan
- 2019 : Bloom : Sam jeune
- 2019 : The Commons : Shay Levine
- 2020 : Hungry Ghosts : Ben Williams
- 2020 - 2022 : The Secrets She Keeps : Simon Beecher
- 2021 : Wakefield : Raff
- 2022 : House of the Dragon : Ser Harwin Fort

## Distinctions

### Nominations
- 2011 : Logie Award du plus populaire nouveau venu pour Packed to the Rafters
- 2012 : AACTA Award du meilleur second rôle pour Ne convient pas pour les enfants.